# Ressaquinha
Ressaquinha är en kommun i Brasilien.   Den ligger i delstaten Minas Gerais, i den sydöstra delen av landet, 700 km sydost om huvudstaden Brasília. Antalet invånare är 4 686.
Omgivningarna runt Ressaquinha är huvudsakligen savann. Runt Ressaquinha är det ganska glesbefolkat, med 47 invånare per kvadratkilometer.